# Tyrants (singolo)
Tyrants è un singolo del musicista britannico Sam Fender, pubblicato il 25 aprile 2025.

## Video musicale
Il video musicale è stato realizzato come lyric video.

## Tracce
1. Tyrants – 3:14